# Cyclophora kessleri
Cyclophora kessleri är en fjärilsart som beskrevs av Thomann 1955. Cyclophora kessleri ingår i släktet Cyclophora och familjen mätare. Inga underarter finns listade i Catalogue of Life.